# Здравствене предности секса
Здравствене предности секса, не огледају се само у пријатном задовољству и тренутном  доживљају растерећења полног нагона, већ и кроз бројне друге бенифите, присутне у организму оба пола и „ван спаваће собе.” Ти бенефити крећу  се од смањења нивоа стреса до смањења ризика од карцинома и срчаног удара. Истраживање је показало како секс има вишеструке здравствене добробити, јер је у њему истовремено садржано удружено дејство; комбинованих вежби за срце и плућа, ослобађање хормона који снижавају стрес и подстичу производњу нових ћелија у мозгу, а код жена и побољшање тонус мишића карлице.
Секс такође олакшава везивање између полова и јача осећања интимности међу партнерима. Ова врста повезаности чини нас много топлијим, приснијим, дружељубивијим и опуштенијим, што  смањује анксиозност и подстиче здравље, кроз јачање имуног систем, и бољег сна.

## Јача имуни систем
Оособе се више секса имају мањи број болесних дана. То су потврдили резултати студија које су упоредиле здравствено стање сексуално активних особа са онима које нису сексуално активне.
Сексуална активност повећава способност тела да  продукује више заштитних антитела против бактерија, вируса и других патогена које узрокују најчешће инфективне болести. Наравно, да би створили снажан имуни систем сексуални партнери требају — поред здравог и редовног сексуалног живота, редовне животне активности допунити: 
- правилном исхраном,
- физичким вежбањем,
- адекватним сном
- редовним вакцинацијама.
- редовном употребом кондома.[2]

## Повећава либидо
Истраживања су показала да је најбоља противмера опадању либида је сексуалност, јер чешћи секс повећава полну жељу.
Ако бол и вагинална сувоћа ограничавају  неке жене да имају секс, такве особе треба да повећају сексуалну активност, јер им она може помоћи у борби са овим проблемима. Наиме секс повећава вагинално подмазивање (секрецију), и условљава бољи проток крви кроз вагину чије ткиво постаје еластичније. То све заједно утиче на бољи, пријатнији секс и повећан либидо.

## Снижава ризик обољевања од карцинома код мушкараца
Редован секс у директној је вези са мањим ризиком од карцинома простате, што је и показала студија спроведена на Универзитету Нотингем, којом је било обухватила 840 мушкараца. Наиме, према овој студији, мушкарци у педесетим годинама живота који ејакулирају више од 10 пута месечно имају ниже нивое карцинома простате (једног од најчешћих облика карцинома код мушкараца).
Према другој студији Националног института за канцер САД-а, која је обухватила 29.000 мушкараца откриовено је да мушкарци који доживљавају више оргазама имају за трећину нижи ризик од обољења од карцинома простате.
Једна од теорија о смањеној учесталости карцинома простате заснована је на чињеници да ако се накупљена сперма „редовно не замени или прочисти”, може се поново вратити у простату. У том смислу мушкарци би требало редовно ејакулирати како би се могле развити нове ћелије.

## Побољшава сан
Секс има учинак, на регулационе центре за сан а делује и попут таблете за спавање.
У неким истраживањима, снимци мозга показали су како се након доживљавања оргазма подручје мозга повезано са свешћу, будношћу и менталном активношћу „искључује” непосредно након оргазма., што уводи  организам у стање сна.
Друга истраживања показала су како секс на мушкарце делује попут седатива, јер се доживљавањем оргазма, отпуштају хормони мелатонин, окситоцин и вазопресин који су сви повезани са спавањем.

## Секс као физичко вежбање
Као и свака друга врста физичке активности, и секс сагорева калорије. Седење и гледање телевизије сагорева око 1 калорију у минути. Сексом се повећава рад срца и користе разне мишићне групе, и на тај начин организам сагорева око 5 калорија у минути.
Једно истраживање код младића и жена показало је да секс сагорева око 108 калорија у периоду од пола сата. То је довољно да организам сагори 3.570 калорија у  32 полусатне сесије.
Редован секс не може заменити часове у теретани, али вођење активног и здравог сексуалног живота је леп начин за додатну физичку активност и утрошак калорија.

## Побољшава месечни циклус
Што више секса подиже ниво вагиналне секретије које служе као лубрикант. Такође, сексом брже се уклања менструална крв из материце.
Још једна предност је то што ће сви периоди циклуса бити лакши и у облику са мање крварења, грчева и надимања.

## Снижава крвни притисак
Секс може да снижава крвни притисак, код више од милиона људи који пате од високог крвног притиска, јер помаже психичкој релаксацији. Многе студије документују повезаност између сексуалног односа (не и мастурбацијом) и нижег систолног крвног притиска, прве или веће вредности броја који се појављује на апарату за мерење крвног притиска.
Према томе редован секс може бити од користи људима који сексуалну везу ускладе са својим животним стилом (начин исхране, вежбања, смањење стреса) и лековима, јер тиме могу регулисали свој крвни притисак. Иако секс не може заменити лекове за снижавање крвног притиска, он може бити користан додатак лечењу хипертензије.

## Смањује ризик од исхемичног можданог удара и коронарне болести срца
Да учестали сексуални односи утичу на смањење ризик од исхемичног можданог удара и коронарне болести срца,  утврђено је на основу велике студије спроведене током 20-то годишњег праћења у Јужном Велсу, 914 мушкарца узраста од 45 до 59 година (у време регрутовања од 1979. до 1983.). У овој студији диференцијални однос између фреквенције сексуалног односа, можданог удара и коронарне болести срца указује на то да мушкарци средње животне доби треба да буду охрабрени чињеницом да чешћи сексуални односи вероватно неће довести до знатног повећања ризика од можданог удара и да је чешћи секс нека врста заштите од фаталних коронарних догађаја.